# قصبة الكاف
قصبة الكاف هي معلم أثري يقع بمدينة الكاف، وهو عبارة عن مركّب دفاعي تمّ بناؤه سنة 1600م، خلال فترة الحكم العثماني الذي سيطر على القبائل والحدود حينها. لعب المعلم دورا هامّا في الدّفاع عن المدينة حيث إنّه يطلّ على أغلب أحواز المدينة ويراقب كامل البلاد ويتكوّن أساسا من حصنين:

## الحصن الصّغير
وهو الأقدم، تمّ بناؤه سنة 1600م ويتركّب من أربعة أبراج كما توجد به غرف خاصّة بالجنود وبه باب سرّي يؤدي إلى الخارج من النّاحية الشمالية الغربية.

## الحصن الكبير
يتكوّن من قنطرة معلقة فوق خندق، برج مراقبة، سرايا، ساحة فسيحة تحيط بها العديد من الغرف، ومسجد للصلاة، أمّا الأرضية فتحتوي على مخازن ذخيرة للبارود ومواجل لتجميع مياه الأمطار. عرف الحصن الكبير عدّة توسّعات وترميمات سنة 1806 على يد المهندس العسكري همبارت أضاف من خلالها عدّة أبراج من النّاحية الشّرقيّة وكان ذلك تحت اشراف العربي زروق. في الوقت الحالي يتمّ استغلال هذا المعلم كمسرح للهواء الطلق ويسع 4000 متفرّج.

## معرض الصور

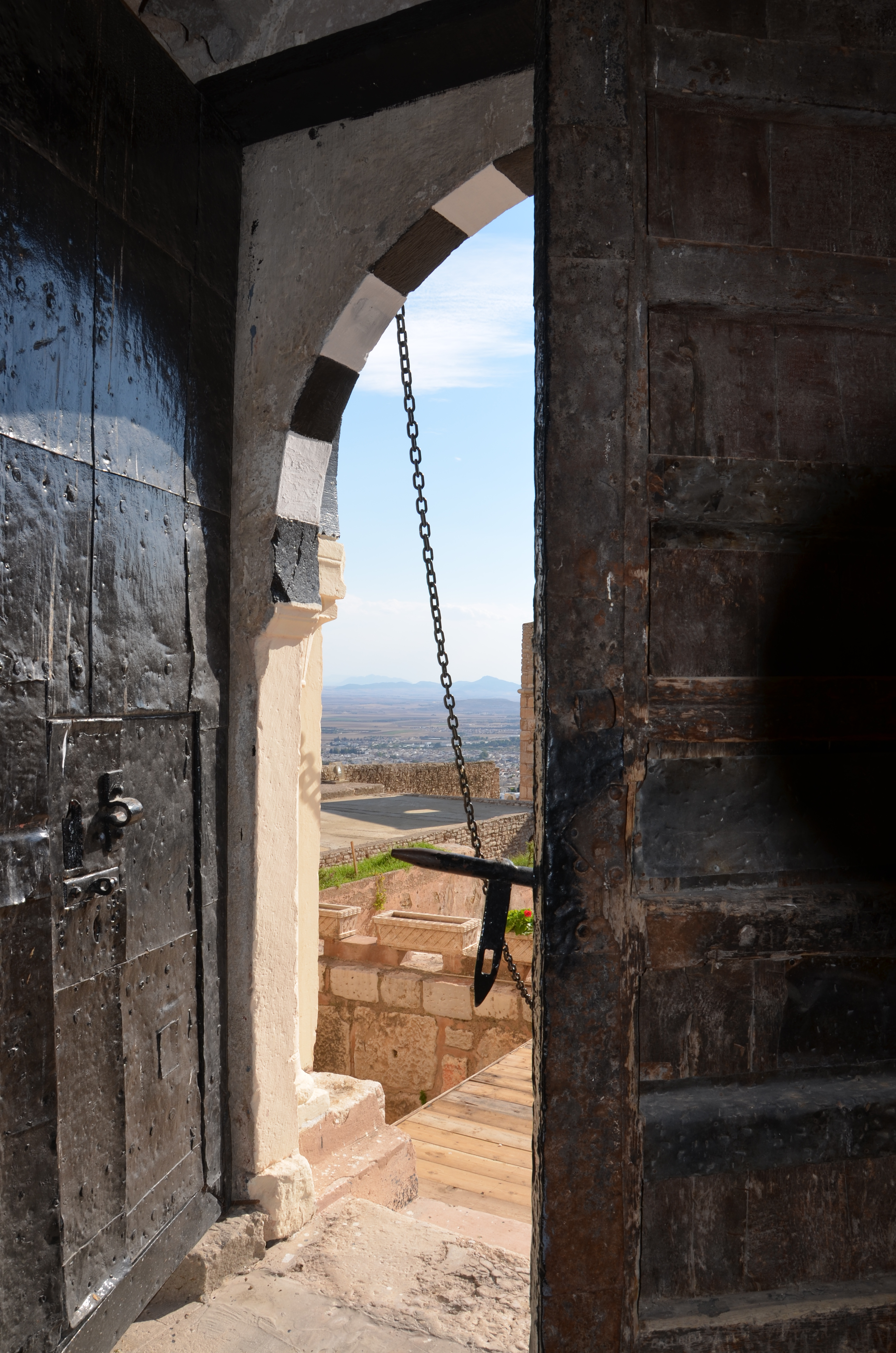
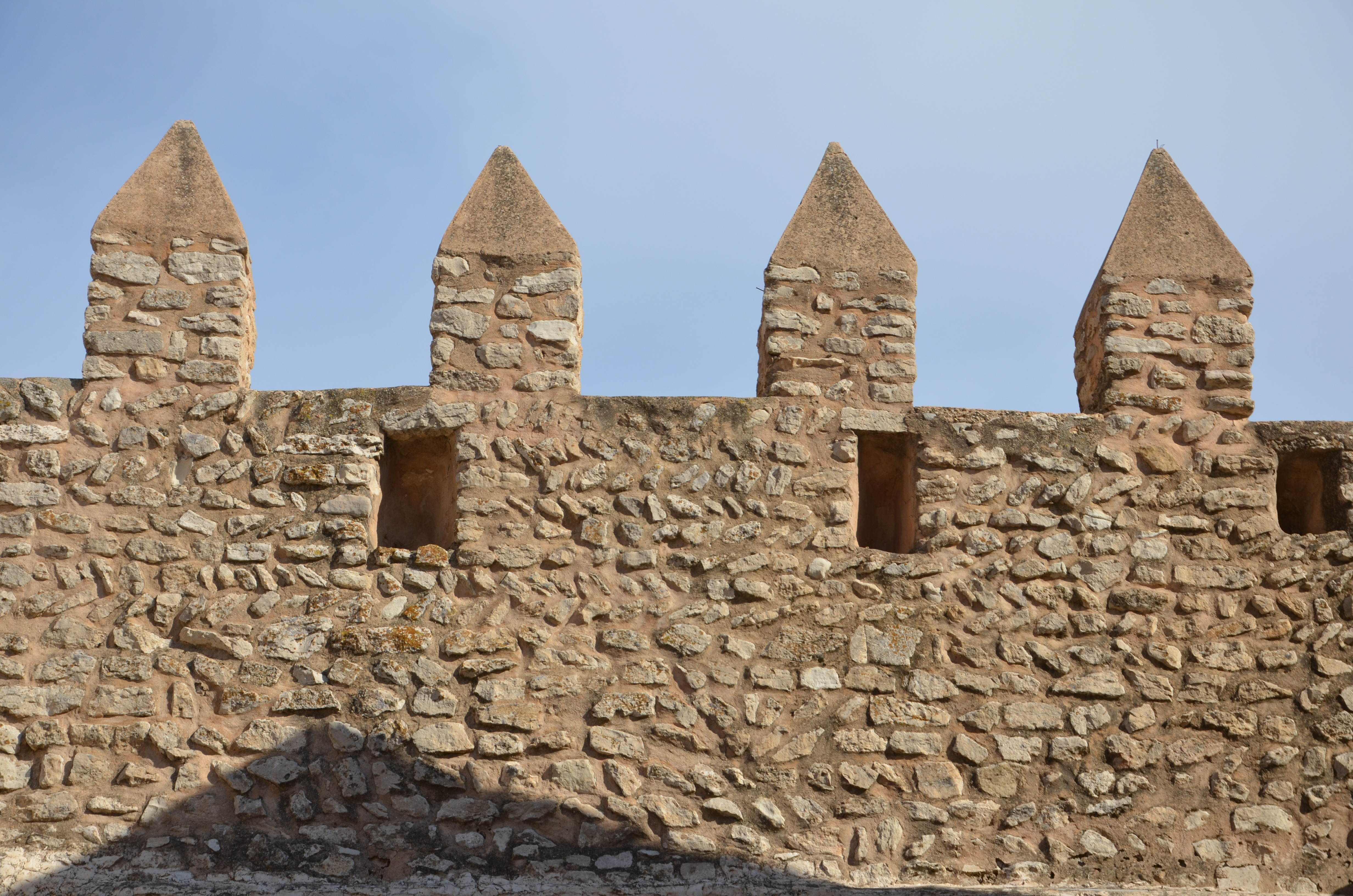
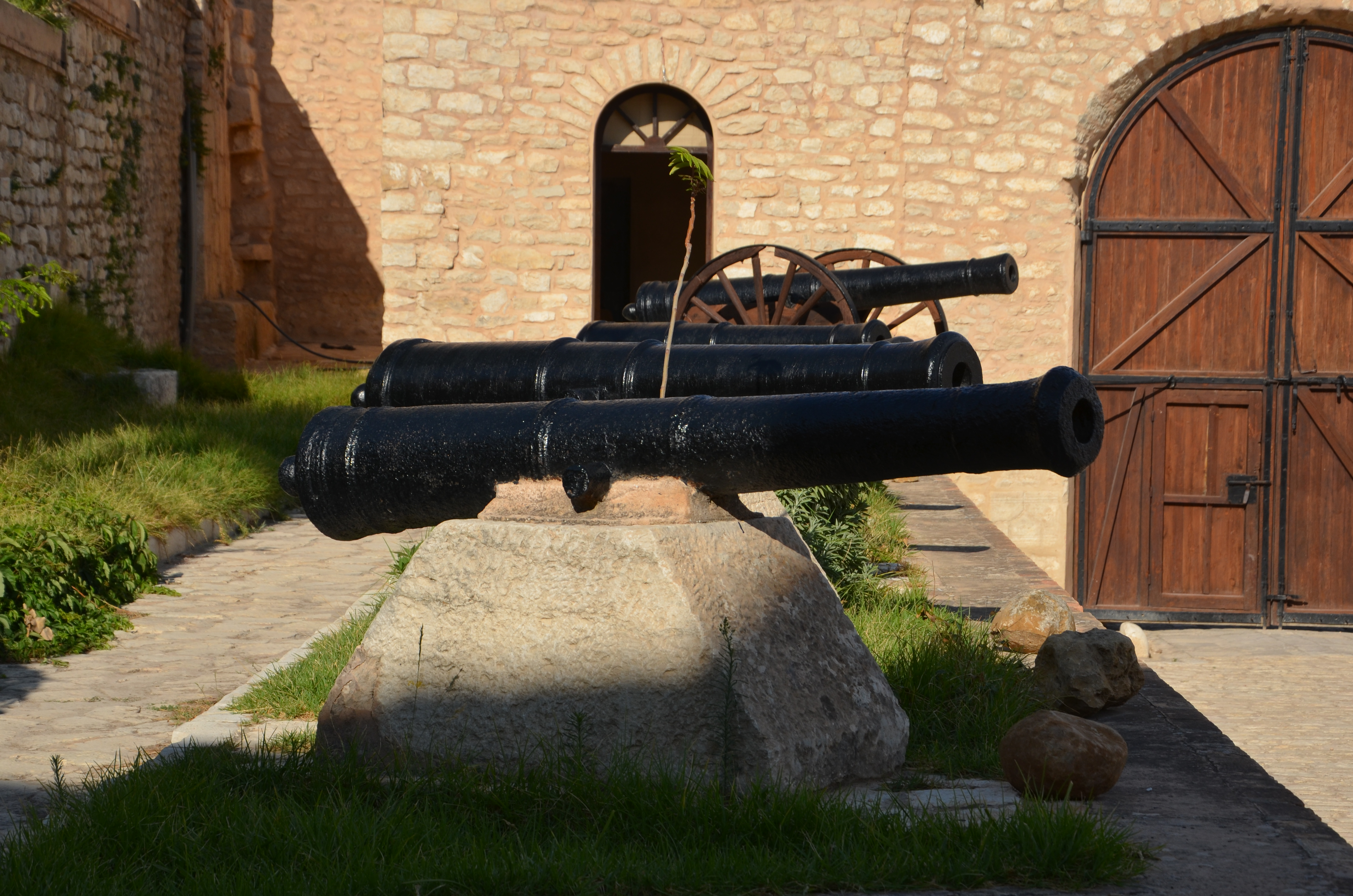
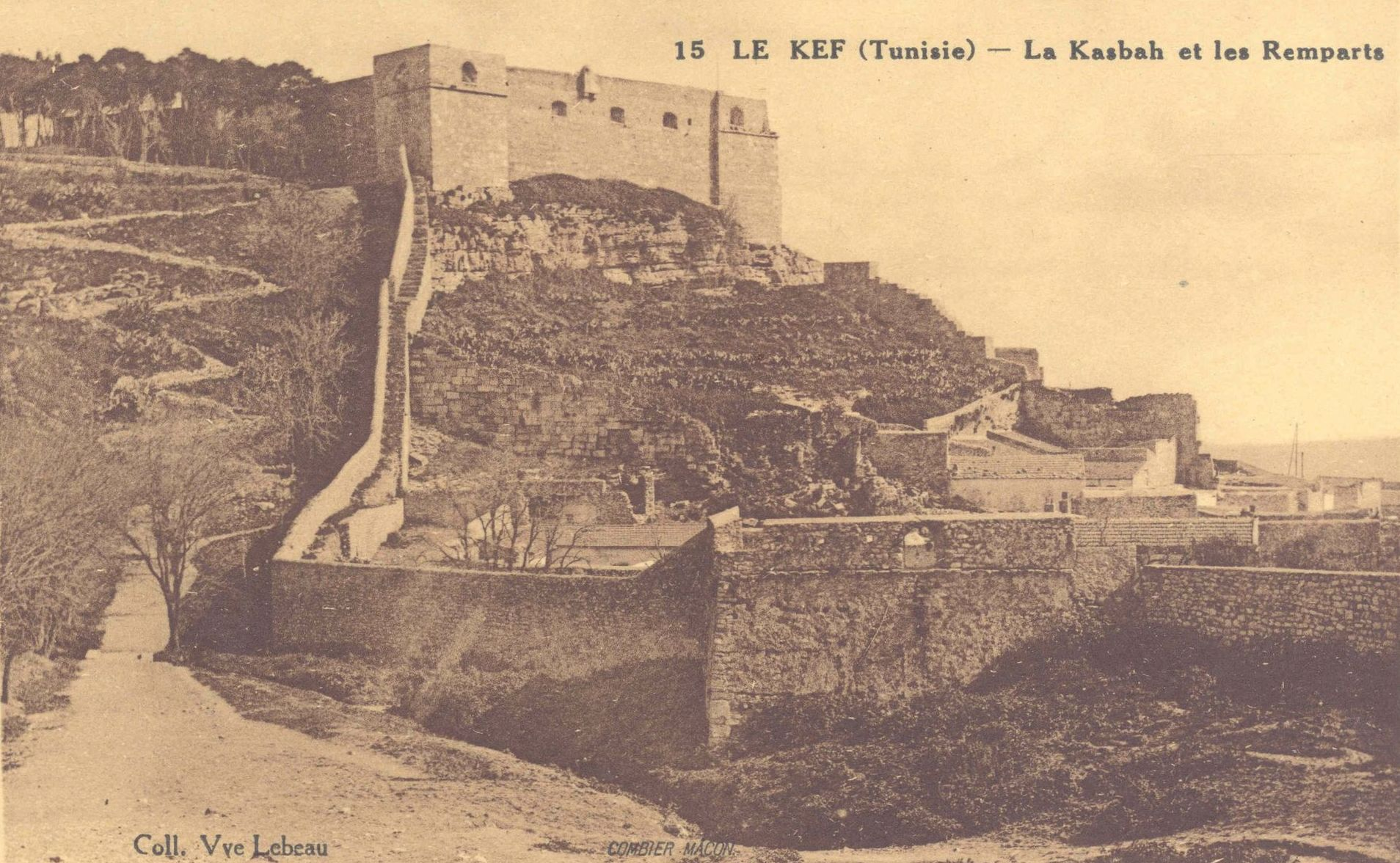